# Gekko kaengkrachanense
Gekko kaengkrachanense là một loài thằn lằn trong họ Gekkonidae. Loài này được Sumontha, Pauwels, Kunya, Limlikhitaksorn, Ruksue, Taokratok, Ansermet & Chanhome, mô tả khoa học đầu tiên năm 2012 dưới danh pháp Ptychozoon kaengkrachanense.